# Jerskin Fendrix

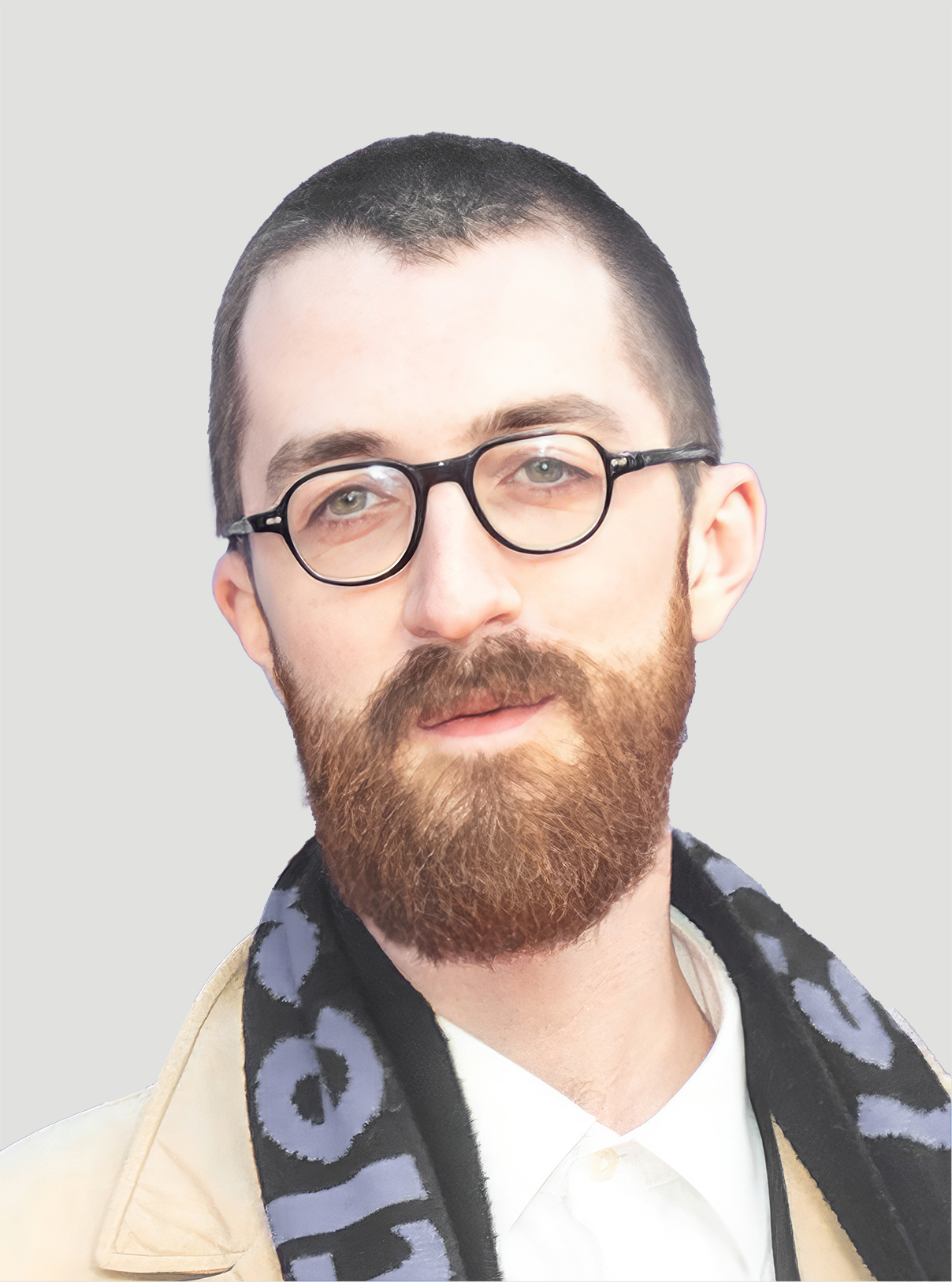
Jerskin Fendrix (2023)

Jerskin Fendrix (bürgerlicher Name Joscelin Dent-Pooley; * um 1995 in Birmingham) ist ein britischer Komponist von Film-, Theater- und Konzertmusik, sowie Songwriter, Sänger und Studio-Arrangeur.

## Leben
Joscelin Dent-Pooley wurde Mitte der 1990er Jahre in Birmingham geboren und wuchs in Shropshire in der Nähe von Market Drayton auf. Er besuchte die Hugo Meynell Primary School in Loggerheads. Als Jugendlicher nahm er Geigen- und Klavierunterricht. Die Werke der Band Odd Future weckten sein Interesse an Hip-Hop. Während seines Studiums der klassischen Musik an der University of Cambridge schloss er sich einer Gruppe gleichgesinnter Studenten an und lernte den Künstler Peter Price kennen, der später die Regie bei den Musikvideos von Fendrix übernahm. Gemeinsam inszenierten sie absurde Theaterstücke, bei denen Fendrix mit seiner Punkband die Musik live auf der Bühne umsetzte. 2018 schloss er sein Studium in Cambridge ab.
Als Musiker trat er zwei Jahre wiederholt in The Windmill in Brixton auf, zunächst als Mitglied der Band Famous. Später trennte er sich von der Band und begann mit der Produktion eigener Musikstücke.
Seine Musik für eine Inszenierung von Alfred Jarrys Theaterstück Ubu Roi im Victoria and Albert Museum 2018 bezeichnete der Guardian-Kritiker Mark Fisher als „brutal und zermürbend“, aber auch als „treibende Kraft“ der Inszenierung. Im gleichen Jahr produzierte er gemeinsam mit der Band Black Midi das Stück Ice Cream.
Im Jahr 2020 veröffentlichte Jerskin Fendrix das von der Trennung von seiner Freundin inspirierte Debütalbum Winterreise auf dem Londoner Independent-Label Untitled (Recs). Das britische Musikmagazin Loud and Quiet kürte das experimentelle Pop-Album zum Album des Jahres 2020.
2023 schrieb er die Filmmusik zum Spielfilm Poor Things von Giorgos Lanthimos. Der Soundtrack brachte ihm unter anderem beim Film Fest Gent 2023 den Georges Delerue Award for Best Soundtrack/Sound Design und bei den Golden Globe Awards 2024 eine Nominierung für die Beste Filmmusik ein. Bei der Oscarverleihung 2024 war Fendrix für den Oscar für die Beste Filmmusik nominiert.
Fendrix komponierte auch die Soundtracks für Lanthimos′ folgende Filme Kinds of Kindness (2024) und Bugonia (2025).
Jerskin Fendrix lebt und arbeitet in London.

## Diskografie
- 2020: Winterreise (Album; Untitled Recs)
- 2023: Poor Things – Original Motion Picture Soundtrack (Soundtrack; Milan Records)
- 2024: Kinds of Kindness – Original Motion Picture Soundtrack (Soundtrack; Waxwork Records)